# Liste der Monuments historiques in Flangebouche
Die Liste der Monuments historiques in Flangebouche führt die Monuments historiques in der französischen Gemeinde Flangebouche auf.

## Liste der Immobilien
| Bezeichnung | Beschreibung           | Standort               | Kennzeichnung | Schutzstatus | Datum | Bild           |
| ----------- | ---------------------- | ---------------------- | ------------- | ------------ | ----- | -------------- |
| Wegekreuz   | Stein, 16. Jahrhundert | Rue de l’Église (Lage) | PA00101645    | Classé       | 1906  | weitere Bilder |

## Liste der Objekte
| Bezeichnung                             | Beschreibung                                                      | Standort                                    | Kennzeichnung | Schutzstatus | Datum | Bild |
| --------------------------------------- | ----------------------------------------------------------------- | ------------------------------------------- | ------------- | ------------ | ----- | ---- |
| Zwei Adlerpulte                         | Holz, vergoldet, 17. Jahrhundert                                  | in der Kirche Sts-Ferréol-et-Ferjeux (Lage) | PM25000714    | Classé       | 1928  |      |
| Skulptur Madonna mit Kind               | Holz, farbig gefasst und vergoldet, 17. Jahrhundert               | in der Kirche Sts-Ferréol-et-Ferjeux (Lage) | PM25000715    | Classé       | 1952  |      |
| Kanzel                                  | Holz, 18. und 19. Jahrhundert                                     | in der Kirche Sts-Ferréol-et-Ferjeux (Lage) | PM25001655    | Classé       | 1992  |      |
| Kommunionbank                           | Schmiedeeisen, 18. Jahrhundert                                    | in der Kirche Sts-Ferréol-et-Ferjeux (Lage) | PM25001656    | Classé       | 1992  |      |
| Zwei Beichtstühle                       | Holz, 18. Jahrhundert                                             | in der Kirche Sts-Ferréol-et-Ferjeux (Lage) | PM25001657    | Classé       | 1992  |      |
| Gemälde Heilige Ferreolus und Ferrutius | Altarbild des Hauptaltars; Ölfarbe auf Leinwand, 19. Jahrhunderts | in der Kirche Sts-Ferréol-et-Ferjeux (Lage) | PM25002110    | Inscrit      | 1991  |      |
| Skulptur Madonna mit Kind               | Holz, farbig gefasst und vergoldet, 19. Jahrhundert               | in der Kirche Sts-Ferréol-et-Ferjeux (Lage) | PM25002111    | Inscrit      | 1991  |      |